# Sol negro (serie de televisión)
Sol negro fue una miniserie de televisión argentina que se emitió por el canal América TV en a fines del año 2003. La trama se centra en la historia de un joven que es internado en un neuropsiquiátrico para evadir la prisión, y gira en torno a su inserción en el círculo de internos del hospital y a una red de complicidad para quitarle su parte de una herencia familiar. Estuvo protagonizada por Rodrigo de la Serna, Alejandro Urdapilleta, Carlos Belloso. Antagonizada por Rita Cortese, Carlos Santamaría, Carola Reyna, y Pedro Segni. También, contó con la actuaciónes especiales de Alejandro Awada y Cecilia Roth.
La imagen del sol negro no se relaciona con el misticismo nazi, sino que es "un símbolo de la alquimia y la astrología, que representa la oscuridad del alma que no deja ver la claridad de la vida, y la esperanza que se esconde detrás de los negros rayos",

## Sinopsis
Sol negro es la historia de Ramiro Bustos, un joven problemático de familia acomodada cuya vida cambia a partir de un accidente a bordo de un auto robado, causado por el exceso de alcohol, en el cual muere su mejor amigo Teddy. 
Ramiro perdió a su madre cuando ésta se suicidó siendo él pequeño, y eso dejó una marca indeleble en su psiquis. Su padre acaba de morir en un dudoso accidente, y tiene con su hermano mayor Pedro una relación enfermiza de temor y amor, que tiene sus raíces en el suicidio de la madre, en el cual Ramiro tuvo una responsabilidad indirecta (dejó al alcance de la mujer deprimida un objeto que ella utilizó para suicidarse). El hermano utilizó siempre el sentimiento de culpa para manejar a Ramiro, ya que el hijo menor era el preferido de la madre, causando celos en Pedro, que durante toda su vida intentó ocupar el lugar del padre mientras Ramiro despilfarraba los dineros familiares y se dedicaba al buen vivir y al descontrol. 
Luego del sospechoso accidente donde muere el padre, solo queda Ramiro en el camino de Pedro para quedarse con la fortuna familiar. Para deshacerse de su hermano, cuenta con la complicidad de Sabrina, segunda esposa del padre y amante suya, y de la Dra. Gloria Glezer, que se encargará de medicar a Ramiro y conseguir que sea declarado insano, de manera que Pedro pueda quedar con administrador de su parte de la herencia.

## Personajes

### Internos
- Rodrigo de la Serna - Ramiro Bustos, protagonista de la serie. Con 27 años, es confrontador y disfruta rompiendo las reglas. Aunque es caratulado como “personalidad borderline”, el trauma causado en él por la muerte de Teddy comienza a provocarle auténticas alucinaciones. Tiene dotes artísticas, y comienza a relacionarse con los demás internos, cambiando su mundo radicalmente.
- Carlos Belloso - Lito, un psicótico con arranques agresivos y personalidad eufórica. Conduce el programa de radio del hospital, llamado “Desbordados”, y fue músico de rock hasta que un brote le impidió la consagración.
- Diego Capusotto - Laucha un paranoide obsesionado con la visita de su hermana, que nunca se concreta. Es apasionado del fútbol y tiene por mascota una rata, a la cual llama Mimí.
- Fernando Peña - Renato René Duvier, un esquizofrénico que fue dado de alta por el Dr. Puentes, pero permanece en una guarida secreta en los sótanos de un pabellón abandonado. Deambula por el hospital y conoce todo sobre las historias y los negocios que se realizan en él.
- Nahuel Pérez Biscayart - Marito, un interno adolescente muy querido por todos, especialmente por Lito. Es trasladado del pabellón para hacer posible el ingreso de Ramiro.
- Ariel Staltari - Juan Japa, apodado así por ser un masturbador compulsivo.
- Javier van de Couter - Augusto, inocente y tímido, se asusta fácilmente ante las iniciativas de sus amigos y se siente rápidamente atraído por René, quien lo ayuda a encontrarse con su homosexualidad reprimida.

Además, participaron como extras auténticos pacientes psiquiátricos, internados del Hospital Borda que se prepararon para la actuación en un taller brindando en la institución.

### Personal del hospital
- Rita Cortese - Dra. Gloria Glezer, jefa del servicio 21, aunque en un comienzo parece una profesional cariñosa y querible con los internos, a lo largo de la trama se van develando sus negocios sucios con la industria farmacéutica, y su complicidad con la familia de Ramiro en el plan para declararlo insano.
- Julieta Ortega - Lara, enfermera del servicio, es joven, atractiva e inocente. Aunque está de novia con el Negro, se siente atraída por Ramiro desde su llegada. Es una idealista que ignora la corrupción de su entorno laboral.
- Pedro Segni - Negro De Errico, enfermero del servicio. En un comienzo se muestra como compinche de los internos, pero también se van revelando sus ingresos non sanctos, provenientes del tráfico de órganos y de su participación en la trama de los Bustos.
- Paula Robles - Rocío Fosatti, sobrina del Dr. Puentes, terapista ocupacional que llega al hospital para montar un taller de arte
- Jean Pierre Noher - Dr. Franco Iturralde, jefe de otro servicio del hospital, participa en la red de tráfico de órganos.

y el primer actor
- Alejandro Urdapilleta - Dr. Mariano Puentes, encargado de la terapia de los internos del servicio 21. Un workaholic que descuida totalmente su vida familiar y se dedica apasionadamente a los internos, es un alcohólico recuperado que se encuentra al borde de una recaída en su adicción. Se transforma en cómplice de Ramiro para lograr descubrir el complot en su contra y salir del hospital. Sueña con abrir un centro cultural para los internos del neuropsiquiátrico, ya que tiene un enfoque poco ortodoxo de la disciplina que le causa constantes discusiones con la Dra. Glezer.

### Otros
- Alejandro Awada - Enrique Bustos, autoritario padre de la familia Bustos, poseía tierras en Tandil y Balcarce. Muere en un aparente accidente a caballo en una de sus estancias.
- Cecilia Roth - Dolores Bustos, esposa de Enrique y madre de Pedro y Ramiro. Depresiva con adicción a los fármacos, tenía una relación muy cercana con Ramiro, que Pedro envidiaba. Se suicidó con una sobredosis cuando sus hijos eran pequeños.
- Carlos Santamaría - Pedro Bustos, psicópata hermano mayor de Ramiro, carga con el resentimiento y la envidia por la buena relación de Ramiro con su madre, y su posterior vida de descontrol y vagancia, mientras él se dedicó a formarse profesionalmente. Por ello, considera que merece ser heredero de todos los bienes familiares, y manipula a Ramiro psicológicamente para lograr lo que quiere.
- Carola Reyna - Sabrina de Bustos, segunda esposa de Enrique y amante de Pedro, cómplice en el plan para quedarse con todos los bienes familiares.
- Martín Adjemián - Don Antonio, encargado de uno de los campos familiares. Luego de la muerte de Dolores, fue como un segundo padre para Ramiro. Presenció la muerte de Enrique y conoce la verdad.
- Vando Villamil - Marcelo, abogado amigo del Dr. Puentes que ayuda legalmente para lograr la libertad de Ramiro.
- Alejo Ortiz - Teddy, mejor amigo de Ramiro, muerto en un accidente automovilístico durante una noche de excesos. Aparece constantemente en las alucinaciones de Ramiro, torturándolo acerca de su responsabilidad en lo ocurrido.
- Carolina Siles - Anita, hija de Lito.
- Alejandro Fiore - Jerry, interno jefe de una banda en la unidad penal del neuropsiquiátrico.
- Pasta Dioguardi - Riquelme, interno del penal del neuropsiquiatrico.
- Chunchuna Villafañe - Andrea Estévez, ex abogada de Enrique Bustos y actual abogada de su viuda Sabrina y su hijo Pedro. Tía de Sabrina.
- Julieta Novarro - Amiga de Ramiro
- Mariana Prommel - Mimí, prostituta contratada por Ramiro para el cumpleaños del Laucha.
- Érica Rivas - Periodista
- Facundo Moure- Hijo del Doctor Puentes

## Lista de capítulos
- Capítulo 1

Ramiro Bustos (Rodrigo de la Serna) es llevado por su hermano Pedro (Carlos Santamaría) a un hospital neuropsiquiátrico, donde lo recibe el Dr. Mariano Puentes (Alejandro Urdapilleta). Dos meses atrás, en su noche de cumpleaños y en medio de un frenesí de alcohol y drogas, había robado un auto con sus amigos, y conduciendo a contramano por una avenida había sufrido un choque en el que había muerto su mejor amigo, Teddy (Alejo Ortiz), que ahora se le aparece constantemente en visiones.
La Dra. Gloria Glezer (Rita Cortese) se acerca a Ramiro, como contacto directo de Pedro en el hospital, para anunciarle su traslado al servicio a su cargo. Para ello, tramita el traslado de Marito (Nahuel Pérez Biscayart), un interno adolescente muy querido por todos, al servicio de. Dr. Iturralde (Jean Pierre Noher). Recorriendo el parque del hospital, Ramiro llega a un pabellón abandonado, adonde encuentra la guarida de René (Fernando Peña), pero huye al ser descubierto. 
Cuando Ramiro comienza a aburrirse de la vida en el hospital, busca descontrolar a los internos exaltándolos por los altavoces de la radio interna. El Dr. Puentes confronta a Ramiro y le advierte que él conoce su verdad. Mientras, Ramiro se siente rápidamente atraído por Lara (Julieta Ortega), enfermera del pabellón, que es pareja del Negro (Pedro Segni).
Lito (Carlos Belloso) busca a Marito en su nuevo pabellón, para encontrarlo finalmente ahorcado en una de las duchas. Enfurecido, busca a Ramiro, a quien culpa por lo ocurrido, y lo encierra en un armario. En la oscuridad, Ramiro alucina nuevamente con el fantasma de Teddy.
- Capítulo 2

Mientras Lito despierta con mechones de cabello desprendido en su almohada, luego de su brote psicótico del día anterior, los enfermeros realizan un paro de servicio. Los doctores deben hacerse cargo de los internos, y a la noche los enfermeros cortan la luz del hospital. Los internos pasan la noche con la Dra. Glezer, cantando tango en una ronda; y Ramiro visita a René, cenan juntos y toman un cóctel de fármacos, teniendo una noche de descontrol y euforia.
Sabrina de Bustos (Carola Reyna), madrastra de Ramiro, visita el hospital y deja al Dr. Puentes una caja con pertenencias de Ramiro. En su primera sesión de terapia, el doctor pone como música de fondo una canción de Brigitte Bardot que Ramiro escuchaba con su madre, trayéndole recuerdos de su relación con ella. Nuevamente aparece el fantasma de Teddy, pero Ramiro no comenta nada al doctor Puentes al respecto. Esa noche, Ramiro trabaja incesantemente pintando un mural, y luego escapa del pabellón.
- Capítulo 3

Los internos despiertan con el mural de Ramiro, donde aparece retratado Marito. Glezer ordena tapar la obra con pintura, pero ante el descontento de todos, les exige que ordenen y limpien el pabellón como condición. Ramiro está escondido en el refugio de René, mientras su hermano Pedro interroga a sus amigos, para dirigirse luego al neuropsiquiátrico. René capta las comunicaciones policiales sobre la búsqueda del interno prófugo y ayuda a Ramiro en su plan de escape, mientras Pedro intenta convencer a Glezer de no difundir la fuga de su hermano.
Ramiro pinta un mural con aerosoles para René, frenéticamente y sin descanso, pero vuelve a alucinar con el fantasma de Teddy, que lo hace responsable de las muertes recientes en su vida, sufre un ataque de convulsiones y cae desmayado. Lito y el Laucha (Diego Capusotto) lo devuelven al pabellón, y permanece en estado de crisis durante varias horas. Luego de discutir por teléfono con su esposa, el Dr. Puentes elige pasar la noche en el hospital, pero cae dormido, alcoholizado.
Es el cumpleaños del Laucha, y para organizar una fiesta Ramiro compra pizzas y cerveza, contrata una prostituta y llama a tres amigas para que lo visiten, en una escena que recuerda a la película Atrapado sin salida (1975). Mientras, Pedro se reúne con la Dra. Glezer y discuten sobre la situación de Ramiro, hasta que él le permite mantener dopado a su hermano si es necesario para que no cause más problemas.
- Capítulo 4

El Laucha sufre un pico de presión, y el Negro pide a todos complicidad en lo ocurrido, mientras lo ayuda. A la mañana siguiente, la Dra. Glezer conversa con el Negro acerca de los efectos del tratamiento del Laucha con una droga experimental llamada “Lumitral” e insiste en continuar la dosis a pesar de los efectos que está teniendo sobre él. 
Luego del descontrol que se apodera del pabellón después de la fiesta, Glezer decide someter a Ramiro a tratamiento de electroshock. Mientras, llega al hospital Rocío (Paula Robles), sobrina del Dr. Puentes con intenciones de abrir un centro cultural dentro del neuropsiquiátrico. Puentes descubre a Ramiro bajo los efectos del tratamiento, y visita a Glezer esa noche, quien lo recibe en su lujosa residencia. Discuten acerca de los orígenes del enriquecimiento de la doctora, y luego de una escalada de violencia, Puentes la golpea.
Un perito psiquiátrico llega al hospital para hacer un análisis a Ramiro, como comprobante de su insania para avanzar en la causa judicial. Aún bajo los efectos del electroshock, Ramiro no responde y balbucea, siendo funcional a los planes de Pedro. La Dra. Glezer consigue que Puentes sea suspendido en su puesto, tomando como excusa la fiesta organizada por el cumpleaños del Laucha.
- Capítulo 5

Lito, Laucha, el Japa (Ariel Staltari) y Augusto (Javier van de Couter) escapan del hospital para hacer una visita al Dr. Puentes. Mientras, Ramiro ya está recuperado a su estado de conciencia normal, y consigue que Lara pose para él como modelo en un retrato, aunque luego ella se indigna porque descubre que la ha pintado desnuda.
Mientras Lito se separa del grupo para buscar a su hija Anita (Carolina Siles), el resto va a una pizzería, adonde el Laucha sufre un edema de pulmón y cae al piso. Augusto, asustado, vuelve al hospital, adonde visita a René, quien lo confronta para liberar su homosexualidad reprimida, y se acuesta con él. Puentes devuelve al Laucha y a Lito al neuropsiquiátrico, y Ramiro lo convence de regresar, mientras el doctor le cuenta sobre su proyecto para el centro cultural dentro del hospital, que nunca logró concretar.
Cuando Puentes encuentra a Pedro besando a Sabrina, descubre el vínculo entre ellos y se lo desliza a Ramiro en una conversación. Conmocionado por los recuerdos que lo atacan y ahora puede ver de una nueva manera, sufre una crisis. Lara lo separa en un cuarto e intenta calmarlo, cuando comienzan a besarse apasionadamente.
- Capítulo 6

Ramiro y Lara se desnudan y están a punto de tener sexo, pero ella se arrepiente y lo abandona. Mientras, la Dra. Glezer entrega al Laucha al laboratorio que está probando el “Lumitral” experimental en él, y a su regreso ordena al Negro que duplique la dosis de la droga. Al día siguiente, el Laucha encuentra a Hugo, un amigo interno de otro pabellón en pleno brote psicótico. Aunque lo busca en el servicio del Dr. Iturralde (Jean Pierre Noher), no logra encontrarlo.
Pedro recibe el anuncio de que finalmente se declaró la insania de Ramiro, y él se acaba de transformar en curador de todos los bienes familiares. El Laucha sigue buscando a su amigo, con ayuda de los demás internos, y gracias a René logra llegar hasta la morgue del hospital, en donde finalmente encuentra el cuerpo de Hugo. Escondidos, todos son testigos de la red de venta de órganos que funciona en el hospital, con complicidad del Dr. Iturralde y el Negro.
Enfurecido, Ramiro acusa a Puentes como partícipe de la corrupción, pero el doctor lo convence de estar en contra de esos negocios sucios. Mientras, Sabrina pide a Don Antonio (Martín Adjemián), encargado del campo familiar y padre simbólico para Ramiro, que le cuente la verdad sobre la muerte de su padre Enrique Bustos (Alejandro Awada), que no murió en un accidente de caballo, si no que fue asesinado.
- Capítulo 7

Don Antonio relata a Ramiro cómo vio, escondido entre arbustos, a Pedro descargando el cuerpo de su padre Enrique del baúl de su auto, dejándolo cerca de uno de sus caballos para simular el accidente. Horrorizado, Ramiro pide ayuda al Dr. Puentes, que le asegura asistencia de un abogado. Mientras, Lara discute con el Negro sobre sus fuentes sucias de dinero.
El Dr. Puentes es echado de su casa por su esposa Silvia, luego de discutir por el desinterés de Mariano por su familia y su vida personal. Mientras, contacta a su abogado amigo Marcelo (Vando Villamil) para que lo ayude en la causa judicial. Pedro visita a Ramiro, que en un ataque de furia lo golpea hasta el cansancio, y es sedado por los enfermeros. Puentes pregunta a Lara si ella está de acuerdo con el diagnóstico de Glezer sobre lo ocurrido como un brote psicótico, y cuando ella comparte su desconfianza, le pide que sea sus ojos en el pabellón.
Mientras, Lito encuentra a su hija Anita recorriendo el parque del hospital, y se aterra de la posibilidad de ser visto sin cabello, hasta que el Laucha lo ayuda y le presta ropa para que finalmente pueda conocerla. Puentes descubre que Don Antonio desapareció y nadie puede hallarlo hace días, mientras Lara ayuda a Ramiro a escapar del hospital. Antes de huir, él vuelve a encontrarse con el fantasma de Teddy, quien ahora lo absuelve de la culpa de su muerte.
- Capítulo 8

Marcelo consigue que la carátula de la causa por la muerte de Enrique Bustos sea cambiada a homicidio, inculpando a Pedro. Con ayuda de René y sus receptores de radio, Puentes envía a Ramiro a conversar con la Dra. Glezer, grabando todo con un micrófono oculto. 
Luego de ver a Ramiro besándose con Lara, el Negro consigue quedar a solar con él y llevarlo a una habitación, adonde lo golpea salvajemente. Cuando Lara se da cuenta de su ausencia, va a buscarlo y también es encerrada y golpeada por el Negro, quien se dispone a causarle un coma insulínico a Ramiro mediante una sobredosis.
- Capítulo 9

Los médicos irrumpen en la habitación por los gritos de Lara, pero el Negro ya ha inyectado a Ramiro, que está inconsciente. Mientras Glezer despide al Negro a pesar de sus amenazas, Puentes se encarga de conectar a Ramiro para estabilizarlo hasta que baje el nivel de insulina en sangre.
Mientras, Andrea (Chunchuna Villafañe) anuncia a Pedro que no pretende seguir siendo su abogada, y esto causa en él un ataque de paranoia e ira, que lo conduce hacia el hospital adonde se encuentra Ramiro.
Cuando el Laucha comienza a sangrar por la nariz y es trasladado a una cama para recuperarse, Rocío y Lara aprovechan la situación para robar una de las ampollas de Lumitral.
Sobornando a un empleado de seguridad, Pedro logra entrar de noche al neuropsiquiátrico y, armado, busca a Ramiro. Cuando lo encuentra, aún en coma, comienza a gritarle hasta que surge René, quien lo ataca por la espalda pero recibe un disparo mortal en el pecho.
Ramiro despierta de su coma, y acusa a Glezer por el ataque del Negro y el asesinato de René. Mientras, Rocío acerca a Puentes la ampolla de Lumitral, y este la envía a un laboratorio para averiguar los componentes del medicamento experimental que está siendo probado en el Laucha.
Lara contacta a Ramiro, anunciándole que planea trasladarlo a una clínica privada. Luego, intercepta a la Dra. Glezer y la presiona para que permita su traslado a la unidad penal del hospital. Mientras, el Dr. Puentes reúne a los internos en la guardia de René, para pedirles que adopten el lugar como de todos, y cada uno tome un recuerdo del amigo fallecido.
Cuando la Dra. Glezer acusa a Ramiro de haberla golpeado, mostrando un moretón en su ojo, dos enfermeros lo trasladan a su nuevo pabellón, donde se le acerca Jerry (Alejandro Fiore), un violento presidiario que primero intenta ser complaciente, pero ante su arrogancia le quema un cigarrillo en la mano. Luego, descubre en otra de las celdas al Negro, que le asegura que no saldrá con vida.
- Capítulo 10

Mientras Puentes y Lara intentan ingresar al pabellón penal sin éxito, Jerry continúa en sus acercamientos a Ramiro en tono amistoso, aunque no le resulta fácil. Esa noche, sus compinches golpean brutalmente a Ramiro, y le encargan el asesinato de un interno muy odiado que padece SIDA (Pasta Dioguardi). Sin embargo, “el Sidoso” le confiesa que sabe que él no está loco, y lo pone de su lado, salvándolo de la venganza de los hombres de Jerry.
Puentes recibe los resultados del análisis de laboratorio del Lumitral, que se revela como un antipsicótico experimental con un fuerte efecto vasodilatador. También, se entera de que el laboratorio que pretende instalar la droga no posee protocolos de investigación y busca imponerse en el país a toda costa. 
Por su cuenta, Lito encabeza un plan para rescatar a Ramiro, y ataca junto con los otros internos el pabellón penal, arrojando bombas molotov desde un árbol. Mientras, el Dr. Puentes es atropellado.
Aprovechando el caos causado por el incendio, los hombres de Jerry apuñalan al Sidoso, y este golpea a Ramiro para infundirle su autoridad. Mientras, el Negro roba los análisis del Lumitral del auto de Puentes, mientras la ambulancia lo levanta de la calle.
Antes de morir, el Sidoso le devela a Ramiro la existencia de un pozo excavado en la lavandería del pabellón, para que logre continuar su obra y escapar. Dos meses después, el Dr. Puentes es dado de alta en su recuperación del accidente, y Lara le anuncia que el servicio de la Dra. Glezer se fusionó con el del Dr. Iturralde durante su internación. 
- Capítulo 11

Los dos últimos meses, Ramiro ha estado trabajando intensamente en la excavación del túnel de escape. Mientras tanto, Glezer se ha ocupado de mantener calmados con sedantes a todos sus internos, y ante la situación Lito se desespera y se flagela rapándose la cabeza con un cuchillo de cocina. Esto sirve a Glezer como excusa para trasladarlo al pabellón penal.
Juntos, continúan en la excavación del túnel, pero el Negro los descubre antes de escapar y pretende asesinar con un revólver a Ramiro en venganza por todo lo sufrido, cuando Lito lo ataca y lo golpea brutalmente con la culata del revólver hasta matarlo. Los prófugos logran huir con el cadáver y llegan hasta la vieja guarida de René.
Puentes visita a Sabrina y la acusa de haberse deshecho de toda su familia para quedarse con la fortuna familiar. Luego llama a Lara, y le muestra que la ha atado a una cama, pidiéndole que lo ayude a sedarla. En ese momento, llegan a atender una llamada de Ramiro, que les pide ayuda desde el hospital, mientras Lito sufre una crisis nerviosa por haber matado al Negro.
El doctor Puentes recorre el pabellón donde Glezer trabaja con Iturralde, viendo que todos sus viejos pacientes permanecen fuertemente sedados y deprimidos. Lara seda a Lito, y luego vuelve a la residencia Bustos, donde Marcelo intenta hacer firmar la no insania de Ramiro a Sabrina, sin éxito. De regreso en el hospital, Puentes y Ramiro llevan al cadáver del Negro hasta un pasillo en donde lo encuentra el Dr. Iturralde, quien llama a Glezer y la acusa de no hacerse cargo de las cosas que están ocurriendo, pero ella entra en shock y comienza a alucinar con la presencia de Ramiro mirándola fijamente.
A la mañana siguiente, Lara se entera del asesinato del Negro por los diarios. Iturralde sigue intentando hacer reaccionar a Glezer, pero ante su parálisis debe atender a la prensa. Mientras, Sabrina escapa de su secuestro saltando por una ventana. La Policía ingresa al neuropsiquiátrico, buscando a los prófugos, y llegan a la entrada de la guarida de René.
- Capítulo 12

Puentes busca distraer a la Policía, ganando tiempo, pero Lito sigue en crisis y comienza a gritar su culpabilidad en la muerte del Negro, y Ramiro llega a esconderse en un sótano mientras los oficiales se lo llevan nuevamente a la unidad penal. Luego, Puentes pide a un recolector de residuos patogénicos que lleve a Ramiro escondido en su contenedor, y logra por muy poco zafar de una revisión policial, metiéndolo en una camioneta, de la cual logra bajarse cuando el conductor para a comprar chicles.
De vuelta en su viejo hogar, Ramiro y Puentes intentan deducir los movimiento de Sabrina, que no tiene documentos, pasaporte ni dinero, y recuerdan a Don Antonio. En la pensión en donde lo estaban guardando, encuentran su cadáver. Entonces, Puentes visita a Pedro en la Cárcel de Caseros, para pedirle que le relate la verdad sobre el asesinato de Enrique Bustos, descubriendo que su verdadera asesina fue Sabrina, y él solo la ayudó a encubrir su crimen.
Luego de contarle todo a Ramiro, Puentes regresa al pabellón, donde encuentra al Laucha muy deteriorado por los efectos a largo plazo del tratamiento experimental con Lumitral. Su psoriasis ha empeorado, y apenas puede moverse por sí mismo, permaneciendo postrado en una camilla, y el doctor lo entrega a un laboratorista amigo para que analice su sangre, comparándola con los componentes del Lumitral analizado anteriormente.
En el pabellón penal, Lito planea su suicidio mediante la horca, pero justo a tiempo recibe la visita de su hija Anita. Puentes conversa con el Laucha, tomando conciencia de que el daño en él es irreparable, y le queda poco tiempo de vida. Luego se lo cuenta a Lara, y Ramiro llega a escuchar todo. Furioso, esa noche corre hasta el hospital, adonde encara a la Dra. Glezer y le apunta con un revólver.
- Capítulo 13

Puentes inmoviliza a Ramiro justo a tiempo, y Glezer le dice que aproveche para visitar al Laucha antes de que muera, conmocionada. Luego de una charla de despedida con Ramiro, el Laucha expira finalmente. Puentes le pasa la noticia a Glezer, quien se queda dormida en su escritorio, llorando.
A la mañana siguiente, la doctora recibe una citación del Ministerio de Salud para declarar por administrar medicamentos experimentales a sus pacientes. Como última acción, escribe una declaración de culpabilidad, admitiendo su responsabilidad en el tratamiento de Ramiro sin que él fuera paciente psiquiátrico, el traslado de Marito que condujo a su muerte, el tratamiento de electroshock para falsificar el test de Ramiro y el falso ataque de éste que ocasionó su traslado al pabellón penal. Finalmente, admite también su responsabilidad en la prueba de medicamentos experimentales en sus pacientes, causando la muerte del Laucha.
Entonces, irrumpe en su despacho el fantasma de Marito, quien la acompaña por un pasillo hasta un baño, en donde le enseña una cuerda donde ella se ahorca, tal cual como Marito lo había hecho en el primer capítulo. 
Lito recibe a su hija Anita y ella le anuncia que ha decidido hacerse cargo suyo. Ramiro logra salir en libertad, luego de la declaración de Glezer, y se despide de sus amigos en el pabellón psiquiátrico. Afuera lo espera Lara, quien lo acompaña hasta su casa y le anuncia que planea volver a su casa natal en Santa Fe, y luego hacen el amor. Entonces, Sabrina irrumpe en la casa con un arma y les exige el dinero y los documentos para poder salir del país. Amordaza a Lara y logra escapar.
Tres meses después, Puentes y Ramiro trabajan intensamente para transformar el pabellón en el centro cultural soñado por el doctor. Mientras, Lito sale en libertad y se encuentra con Anita en el parque frente al hospital. Mientras Ramiro ve a sus antiguos compañeros trabajando en el centro cultural, se imagina a los espíritus de todos los que murieron, entre los presentes.

## Banda de sonido
Para la musicalización de Sol negro, a cargo de Luis Barros, se utilizó una amplia gama de canciones, tanto argentinas como extranjeras. Además, Rita Cortese, Rodrigo de la Serna y Carlos Belloso cantan personalmente en diferentes capítulos de la serie.
Se utilizaron temas de Radiohead, Smashing Pumpkins, Pink Floyd (“On the run”), Nirvana (“Heart-Shaped Box”, “Something in the way”), Brigitte Bardot (“La madrague”), Bersuit Vergarabat (“Un pacto”), Sumo, Manu Chao (“Papito”), Pescado Rabioso (“Cantata de puentes amarillos”), Simon & Garfunkel (“The sounds of the silence”), Los visitantes (“Mejor no hablar (de ciertas cosas”, cover de Sumo) y Soundgarden (“Black Hole Sun”), entre otros.

## Críticas
Luego de la sorpresa de Okupas, transformada inesperadamente en serie de culto, y el éxito arrasador de Tumberos, la productora de Marcelo Tinelli propuso un acercamiento a otro de los mundos marginales en la sociedad argentina. Mientras la primera exploraba la juventud sin proyectos previa a la crisis de 2001 y la segunda se metía en una cárcel porteña para mostrar la vida en su interior y la corrupción penitenciaria; con Sol negro se buscó dar una imagen devastadora de los neuropsiquiátricos estatales en la decadente salud pública argentina de comienzos del siglo XXI.
Con la participación de un elenco notable en donde destacaban varios “capocómicos” como Diego Capusotto, Alejandro Urdapilleta, Fernando Peña o Carlos Belloso, y con el protagonismo de Rodrigo de la Serna, famoso por su papel como Ricardo en Okupas; se esperaba un éxito que continuara con la buena racha de proyectos de Ideas del Sur, arrancando con un índice de audiencia de casi 10 puntos. Las críticas iniciales fueron buenas, aunque dejaron pendiente la calificación de la serie, esperando el desarrollo de la trama para observar la profundidad que alcanzaría.
Sin embargo, Sol negro fue considerada un fracaso, terminando sus emisiones con un índice de audiencia promedio de 3,5 puntos, incluyendo el capítulo final.
A diferencia de Okupas o Tumberos, en donde algunos personajes tuvieron particular éxito y causaron gran interés en el público, Sol negro careció de una figura atractiva como el Pollo y el Negro Pablo en Okupas o Willy Marmotta en Tumberos, ya que ninguno de los internos del neuropsiquiátrico logró ser profundizado en su personalidad y rasgos con tanta calidad.